# Dutronc & Dutronc
Pour les articles homonymes, voir Dutronc.
Albums de Jacques Dutronc
Les Vieilles Canailles Le Live
(2019) Dutronc & Dutronc - La tournée générale !
(2023)
Albums de Thomas Dutronc
Frenchy
(2020) Dutronc & Dutronc - La tournée générale !
(2023)
Dutronc & Dutronc est le 1er album commun de Jacques Dutronc et de son fils, Thomas Dutronc, sorti le 4 novembre 2022. 

## Histoire
Le premier single extrait de l'album, L'Opportuniste, reprise de la chanson de Jacques Dutronc sortie en 1968, sort en téléchargement le 22 avril 2022. La chanson critiquant l'opportunisme en politique sort 2 jours avant le premier tour de l'élection présidentielle .
L'album est certifié disque d'or en France (50 000 exemplaires vendus) plus d'un an après sa sortie.

## Titres
Le livret de l'album reprend les titres, auteurs, compositeurs et durées suivants : 
| No  | Titre                                       | Paroles                         | Musique                       | Durée |
| --- | ------------------------------------------- | ------------------------------- | ----------------------------- | ----- |
| 1.  | L'Opportuniste                              | Jacques Lanzmann - Anne Segalen | Jacques Dutronc               | 3:17  |
| 2.  | J'aime les filles                           | Jacques Lanzmann                | Jacques Dutronc               | 3:20  |
| 3.  | Gentleman cambrioleur                       | Yves Dessca - Alain Boublil     | Jean-Pierre Bourtayre         | 3:52  |
| 4.  | Le Responsable                              | Jacques Lanzmann                | Jacques Dutronc               | 2:54  |
| 5.  | Demain                                      | Thomas Dutronc                  | Thomas Dutronc                | 3:09  |
| 6.  | Je n'suis personne (éternel jusqu'à demain) | Françoise Kohn - Thomas Dutronc | Thomas Dutronc - David Chiron | 3:34  |
| 7.  | Aragon                                      | Louis Aragon                    | David Chiron                  | 4:26  |
| 8.  | J'me fous de tout                           | Françoise Kohn - Thomas Dutronc | David Chiron                  | 3:10  |
| 9.  | Et moi, et moi, et moi                      | Jacques Lanzmann                | Jacques Dutronc               | 2:59  |
| 10. | Sur une nappe de restaurant                 | Jacques Lanzmann                | Jacques Dutronc               | 2:26  |
| 11. | Il est cinq heures, Paris s'éveille         | Jacques Lanzmann - Anne Segalen | Jacques Dutronc               | 2:59  |
| 12. | Les Cactus                                  | Jacques Lanzmann                | Jacques Dutronc               | 3:08  |
| 13. | À la vie, à l'amour                         | Jacques Lanzmann                | Jacques Dutronc               | 2:54  |